# Стара Пшисека-Друга
Стара Пшисека-Друга (пол. Stara Przysieka Druga) — село в Польщі, у гміні Сміґель Косцянського повіту Великопольського воєводства.
Населення — 233 особи (2011).
У 1975-1998 роках село належало до Лешненського воєводства.

## Демографія
Демографічна структура станом на 31 березня 2011 року:
|          | Загалом | Допрацездатний вік | Працездатний вік | Постпрацездатний вік |
| -------- | ------- | ------------------ | ---------------- | -------------------- |
| Чоловіки | 119     | 23                 | 85               | 11                   |
| Жінки    | 114     | 25                 | 72               | 17                   |
| Разом    | 233     | 48                 | 157              | 28                   |